# Talal El Karkouri
Talal El Karkouri (árabe: طلال القرقوري - Nascido a 8 de Julho de 1976, em Casablanca) é um ex-jogador de futebol marroquino que defendeu por último o Qatar Sports Club.

## Carreira
Talal El Karkouri fez parte do elenco da Seleção Marroquina de Futebol na Campeonato Africano das Nações de 2008.